# Portret ułomnego mężczyzny
Portret ułomnego mężczyzny to obraz olejny z XVI wieku z gabinetu osobliwości na zamku Ambras w Innsbrucku, zamiejscowej placówce Muzeum Historii Sztuki w Wiedniu.

## Opis obrazu
Prostokątny obraz ma wymiary 135 x 110 cm. Pokazuje nagiego, oprócz czapki i kryzy, mężczyznę na ciemnym tle, leżącego na meblu będącym rodzajem tapczanu. Za jego głową widać skrzynkę lub szafkę z perforowanymi lub zdobionymi intarsją drzwiczkami i ściankami bocznymi. Powyżej pleców leżącego farba jest uszkodzona.
Przedstawiony mężczyzna zwraca głowę w kierunku obserwatora w profilu w trzech czwartych, a jego szyja jest uniesiona prosto w górę. W przeciwieństwie do napiętej pozycji głowy, leżący korpus na ciemnym tle wydaje się prawie biały, bezwładny i bezsilny. Prawe ramię leży równolegle do ciała, mięśnie wydają się dotknięte atrofią, a palce niefunkcjonalne. Kciuk opada w kierunku dłoni. Uda wydają się skrócone, szczupłe i mało umięśnione podudzia są skrzyżowane i podciągnięte, a stopy zdeformowane.
Między ubraną w kryzę i czapkę głową a nagim, nieruchomym ciałem, zajmującym prawie dwie trzecie szerokości obrazu, istnieje silny kontrast.

## Historia obrazu

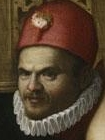
Portret?

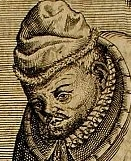
Dla porównania:Thomas Schweicker

Kolekcja obrazów na zamku została założona przez arcyksięcia Ferdynanda II Habsburga (1529-1595) i od początku była zaplanowana do wystawienia w czymś w rodzaju muzeum. Jest całkiem możliwe, że portret ułomnego mężczyzny należał już od początku do kolekcji.
Kogo przedstawia obraz, do dzisiaj nie wiadomo. Portret pochodzi z XVI wieku, okresu, kiedy powstały liczne kontakty między dworami panujących i kolekcjonerami sztuki z jednej, a przyrodnikami i naukowcami z drugiej strony. Jest więc możliwe, że portretowany został namalowany nago ze wszystkimi detalami swojej ułomności ze względu na zainteresowania naukowe. Równie możliwe jest jednak, że był uważany za wartościowy obiekt do zbioru osobliwości. Uderzający jest w każdym razie portretowy charakter przedstawienia głowy, wskazujący jedynie na ciekawość i zaprzeczający zainteresowaniom naukowym. Czasami próbowano go identyfikować z bezrękim kaligrafem Thomasem Schweickerem, ale ze względu na rodzaj kalectwa jest to wysoce nieprawdopodobne.
Michel de Montaigne zaprzeczył z niezbyt jasnych powodów wizycie na zamku w 1580/81 roku. Skąd jednak Montaigne wiedział, że na zamku znajdowała się kolekcja obrazów, nie wiadomo. Prawdopodobnie niezwykły obraz byłby dla niego interesujący, ponieważ w drugim tomie swoich esejów przedstawia wygląd dziecka z wadami rozwojowymi i komentuje go tak: "Co zdarza się przeciw zwyczajom, jest przeciwko naturze. Jednak nie ma niczego, całkiem niczego, co zdarzałoby się niezgodnie z naturą. Pozwólcie nam, dzięki swojemu uniwersalnemu rozumowi, otrząsnąć się z absurdalnego zdumienia, które nas pochłania za każdym razem podczas niezwykłych wydarzeń!".
Mniej nowocześnie ocenił portret lekarz i numizmatyk Charles Patin, kiedy w 1690 r. pokazano mu na zamku Ambras porównywalny wizerunek. Nie "bez przerażenia" przypatrywałem się "straszliwie okaleczonemu" ciału, pisał w notatce.

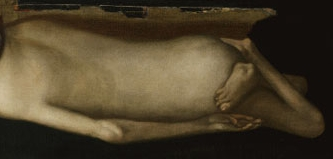
Ciało

Późniejsze pokolenia oceniały go podobnie, jak Patin, dyskutowano, czy obraz w ogóle pokazywać publiczności. Niezwykłe jest, że ciało portretowanego było zakryte zwisającym, czerwonym papierem, który zwiedzający mógł podnieść i z powrotem opuścić. Uszkodzenia farby powyżej pleców pokazują miejsce, gdzie papier był przyklejony. W obszarze poniżej kryzy i za wygiętymi nogami został namalowany rodzaj "guzików", które sugerują, że już w czasie malowania obrazu podjęto kroki, by ciało mężczyzny było zasłonięte. Wpis do inwentarza zamku Ambras z 1666 r. tak opisuje obraz: "Konterfekt męża w czerwonym kłobuku na głowie, zasłonięty czerwonym, uszkodzonym papierem".
Biorąc pod uwagę, że meble i części ubrania na obrazie pasują dokładnie do otoczenia, w którym do dzisiaj wisi, należy założyć, że chodzi o pracę na zlecenie dla Ferdynanda II i jego kolekcji. W najwcześniejszym, znanym katalogu kolekcji w Ambras, który pochodzi z 1621 r. obraz wprawdzie nie został wspomniany, ale katalog ten traktuje zbiory często sumarycznie i nie wymienia każdej pojedynczej sztuki z osobna. Również inwentarz z 1882 r. nie wymienia obrazu. Nie musi to wprawdzie oznaczać, że obraz w tym czasie nie znajdował się w kolekcji, ale że był jednak przez wieki ignorowany przez naukę. Obraz zwany przez długie lata "Portretem kaleki", ma dziś pod nazwą "Portret ułomnego mężczyzny" numer inwentarzowy 8344 gabinetu osobliwości zamku Ambras (Muzeum Historii Sztuki w Wiedniu).

## Badania i prezentacja
Dopiero ostatnio nauka zaczęła zajmować się portretem ułomnego mężczyzny. Wymienić tu należy szczególnie grupę roboczą prof. dra Volkera Schönwiesego oraz interdyscyplinarny, partycypacyjny projekt badawczy.

## Diagnoza medyczna
Możliwe, że sportretowana osoba wykazuje symptomy artrogrypozy (łac. arthrogryposis multiplex congenita), wrodzonego przykurczu stawów.

## Literatura
- Volker Schönwiese, Christian Mürner: Das Bildnis eines behinderten Mannes. Kulturgeschichtliche Studie zu Behinderung und ihrer Aktualität. Mit Beiträgen von Margot Rauch und Andreas Zieger. In: Psychologie und Gesellschaftskritik 1, 2005; S. 95-125
- Christian Mürner, Volker Schönwiese (Hg.): Das Bildnis eines behinderten Mannes. Bildkultur der Behinderung vom 16. bis ins 21. Jahrhundert. Ausstellungskatalog und Wörterbuch, Neu-Ulm 2006. ISBN 3-930830-81-7
- Petra Flieger, Volker Schönwiese (Hg.): Das Bildnis eines behinderten Mannes. Wissenschaftlicher Sammelband. Neu-Ulm 2007, 305 Seiten. ISBN 978-3-930830-82-4
- Thomas, Bernd, Volker Schönwiese: Das Bildnis eines behinderten Mannes. Blicke auf die Geschichte behinderter Menschen. TV-Film, abm München 2008.